# Lijst van moskeeën in Kirgizië
Deze lijst omvat moskeeën in Kirgizië.
| Naam                        | Afbeelding | Stad    | Inhuldiging | Stijl     | Opmerkingen                                     |
| --------------------------- | ---------- | ------- | ----------- | --------- | ----------------------------------------------- |
| Centrale Moskee van Bisjkek |            | Bisjkek | 2018        | Ottomaans |                                                 |
| Centrale Moskee van Naryn   |            | Naryn   |             | Perzisch  | Wordt ook wel eens Blauwe Moskee Naryn genoemd. |
| Doengaanse Moskee           |            | Karakol | 1910        | Chinees   |                                                 |
| Rawat Abdullah Khan-moskee  |            | Oš      |             |           |                                                 |
| Sulaiman-Too-moskee         |            | Oš      | 2012        | Perzisch  |                                                 |